# Махмуд Баяті
Махмуд Баяті (22 березня 1928, Тегеран — 2 грудня 2022) — іранський футболіст, що грав на позиції нападника за клуб «Тадж» та національну збірну Ірану.
По завершенні ігрової кар'єри — тренер.

## Клубна кар'єра
У дорослому футболі дебютував 1949 року виступами за команду «Тадж», кольори якої і захищав протягом усієї своєї кар'єри гравця, що тривала десять років. 

## Виступи за збірну
1950 року дебютував в офіційних матчах у складі національної збірної Ірану.
Загалом протягом трирічної кар'єри в національній команді провів у її формі 5 матчів.

## Кар'єра тренера
Розпочав тренерську кар'єру, повернувшись до футболу після невеликої перерви, 1966 року, очоливши тренерський штаб клубу «Тадж».
1967 року став головним тренером національної збірної Ірану. Привів її до перемоги на тдомашньому для іранців Кубку Азії 1968 року. Згодом тренував національну команду і протягом 1972–1974 років.
Помер 2 грудня 2022 року на 95-му році життя.

## Титули і досягнення
- Володар Кубка Азії з футболу (1): 1968